# Nancy (rivière)
Pour les articles homonymes, voir Nancy.

La rivière Nancy (en  anglais : Nancy River) est un cours d’eau de la région de la  West Coast dans l’Île du Sud de la Nouvelle-Zélande.

## Géographie
C’est un affluent de la rivière Ahaura. Elle s’écoule généralement vers le sud-ouest de sa source à l’ouest du Mont Hochstsetter dans les  Alpes du Sud, tournant vers l’ouest, peu avant de se terminer à 15 kilomètres au sud-est du Lac Hochstetter.